# اوه نا-را
اوه نا-را (کره‌ای: 오나라؛ زادهٔ ۲۶ اکتبر ۱۹۷۴) بازیگر اهل کره جنوبی است که به خاطر ایفای نقش در یونگ پال، هاید، جکیل و من، افسانه اوک‌نیو، تن به تن، زن باوقار، قلعه آسمان و شراکت شناخته می‌شود.